# Marc Costanzo
Marc Costanzo (Montréal, 1º agosto 1972) è un cantante canadese del gruppo pop Len.
La sorella Sharon, meglio conosciuta come "Shar", canta con lui. Nonostante faccia parte ancora della band, nella realizzazione del nuovo album, Marc Costanzo è produttore per la EMI Music Canada. Ha speso gran parte del 2007 a Londra con la sorella lavorando in vari progetti con il precedente manager Graeme Lowe.
Per un breve periodo, è stato chitarrista per la band pop punk-melodic hardcore punk Sum 41 finché non ritrovarono il chitarrista, Dave Baksh, nel 1998. La sua affiliazione con i Sum 41 è finita subito prima della pubblicazione di un album dei Len, You Can't Stop the Bum Rush, per la prima volta sotto contratto con una major discografica. Marc è per metà britannico ed un quarto italiano.